# Хатьєль
Хатьєль (ісп. Jatiel) — муніципалітет в Іспанії, у складі автономної спільноти Арагон, у провінції Теруель. Населення — 52 особи (2010).
Муніципалітет розташований на відстані близько 290 км на схід від Мадрида, 110 км на північний схід від міста Теруель.

## Демографія
Динаміка населення (INE ):